# Hannibal Sommariva
Hannibal markýz Sommariva (Annibale marchese di Sommariva) (10. března 1755, Lodi – 10. července 1829, Vídeň) byl rakouský generál italského původu. Od mládí sloužil v rakouské armádě, vynikl účastí v bojích proti revoluční a napoleonské Francii. V roce 1817 dosáhl hodnosti generála jezdectva, závěr kariéry strávil ve Vídni jako vrchní velitel pro Horní a Dolní Rakousko (1820–1829).

## Životopis

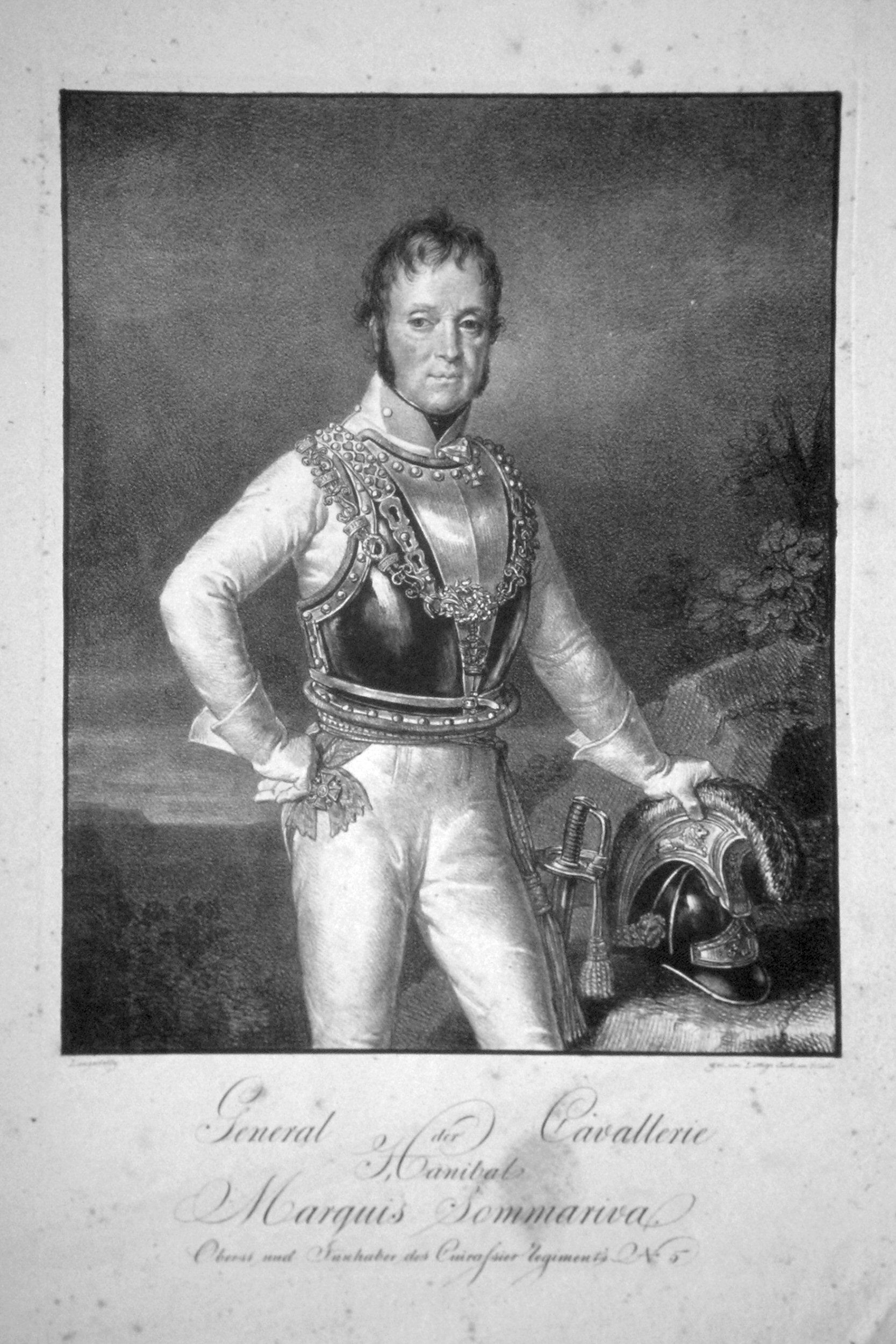
Generál Hannibal Sommariva (cca 1820)

Pocházel ze staré šlechtické rodiny z Lombardie, které náležel titul markýze. Studoval na šlechtické akademii v Miláně a již v roce 1771 vstoupil do císařské armády. Bojoval ve válce o bavorské dědictví, později se zúčastnil bojů proti Turkům. Vynikl ve francouzských revolučních válkách, kdy rychle postupoval v hodnostech (podplukovník 1793, plukovník 1796). Za účast ve vítězné bitvě u Magnana obdržel Řád Marie Terezie (1799) a téhož roku byl povýšen na generálmajora. V letech 1800–1801 byl guvernérem v Toskánsku. V hodnosti polního podmaršála (1807) byl vrchním velitelem ve Slezsku se sídlem v Opavě (1807–1811). Mezitím se zúčastnil tažení proti Napoleonovi v roce 1809 a bojoval v bitvě u Eckmühlu, později sloužil na Moravě a v Uhrách. Závěru napoleonských válek se zúčastnil opět v Itálii, kde byl velitelem pravého křídla rakouské armády (1813–1814). Poté byl zastupujícím velitelem ve Vídni (1814–1820). V roce 1816 byl jmenován tajným radou a získal potvrzení hraběcího titulu pro Rakouské císařství. V roce 1817 dosáhl hodnosti generála jezdectva a nakonec byl vrchním velitelem v Horních a Dolních Rakousích (1820–1829). Po skončení napoleonských válek získal Řád železné koruny (1816) a ruský Řád sv. Alexandra Něvského (1818). Je pohřben na Vídeňském ústředním hřbitově.